# Рыбаков, Павел Павлович
Павел Павлович Рыбаков (26 августа 1907, Малая Вишера, Новгородская губерния — 1 января 1989, Москва) — советский военачальник, генерал-лейтенант авиации (18.02.1958).

## Биография
Родился 26 августа 1907 года в городе Малая Вишера, ныне в составе Новгородской области Российской Федерации. Русский.

### Военная служба
6 июля 1928 года добровольно поступил в Ленинградскую военно-теоретическую школу ВВС РККА. После её окончания в июне 1929 года переведен во 2-ю военную школу летчиков им. Осоавиахима СССР для прохождения практического летного курса. В октябре 1930 года после окончания последней был назначен младшим летчиком в 17-ю истребительную авиаэскадрилью ВВС БВО в город Брянск.
В ноябре 1931 года переведен в город Бобруйск на должность командира звена 91-й истребительной авиаэскадрильи. В августе 1932 года был направлен в научно-испытательный институт ВВС Красной армии в Москве для переучивания на тяжелых самолетах.
В октябре 1932 года назначен командиром отряда в 35-ю тяжелую бомбардировочную авиаэскадрилью. В декабре 1935 года назначен инструктором-летчиком по теории пилотирования Управления ВВС БОВО в город Смоленск.
С июня 1938 года капитан Рыбаков исполнял должность помощника командира 56-й легкобомбардировочной авиабригады, с июня 1939 года вступил в командование этой бригадой. С июня 1940 года полковник Рыбаков состоял в распоряжении начальника отдела спецзаданий Генштаба Красной армии, а с июля 1940 года откомандирован в Китай в качестве старшего советника ВВС китайской армии. Член ВКП(б) с 1940 года.

#### Великая Отечественная война
С началом войны продолжал находиться в командировке в Китае на прежней должности. Работая в особо тяжелых условиях в сложной политической обстановке, Рыбаков организовал и руководил боевыми полетами китайской авиации в период операции под городом Чанша в сентябре 1941 года и другими боевыми действиями в Китае, проделал большую работу по подготовке и сколачиванию командных кадров китайского военного комитета ВВС. За боевые отличия награждён орденом Красного Знамени, а также двумя китайскими орденами.
По возвращении в СССР в июле 1943 года назначен командиром 323-й истребительной авиадивизии, входившей в состав 8-го истребительного авиакорпуса 16-й воздушной армии Центрального, с 20 октября 1943 года — Белорусского, с 24 февраля 1944 года — 1-го Белорусского фронтов. В этой должности участвовал в наступательных операциях на конотопско-киевском, черниговско-мозырском и гомельско-бобруйском направлениях.
Летом 1944 года дивизия в составе корпуса успешно действовала в Белорусской наступательной операции, за что ей было присвоено наименование «Барановичская». С сентября 1944 года дивизия находилась в резерве Ставки ВГК, затем в ноябре она была передана 4-й воздушной армии 2-го Белорусского фронта. Здесь её части прикрывали войска фронта в ходе Восточно-Прусской, Восточно-Померанской и Берлинской наступательных операций, участвовали в освобождении городов Гдыня, Данциг, Штеттин, Свинемюнде, Росток и других. Лично полковник Рыбаков имел на своем счету к концу войны девять успешных боевых вылетов.
За время войны комдив Рыбаков был 16 раз персонально упомянут в благодарственных в приказах Верховного Главнокомандующего.

#### Послевоенное время
После войны полковник Рыбаков продолжал командовать 323-й истребительной авиационной Барановичской Краснознаменной дивизией в СГВ.
В феврале 1947 года назначен командиром 8-го истребительного авиационного Бобруйского Краснознаменного корпуса 4-й воздушной армии.
По расформировании корпуса с марта 1948 года исполнял должность заместителя начальника по летной подготовке Липецких высших офицерских летно-тактических курсов усовершенствования командиров частей ВВС.
С июля 1949 года был помощником командующего по строевой части 62-й воздушной армии.
С декабря 1951 года по ноябрь 1953 года находился на учёбе в Высшей военной академии им. К. Е. Ворошилова, затем был направлен в распоряжение командующего Войсками ПВО страны.
С февраля 1954 года занимал должность командующего 42-й воздушной истребительной армии ПВО страны.
С августа 1956 года — генерал-инспектор Инспекции ПВО Главной инспекции.
10 марта 1965 года генерал-лейтенант авиации Рыбаков уволен в запас.
Умер 1 января 1989 года. Похоронен на Химкинском кладбище.

## Награды
- два ордена Ленина (29.05.1945[4], 21.08.1953[5])
- два ордена Красного Знамени (27.10.1943[6], 06.11.1947[5])
- орден Кутузова II степени (23.07.1944)[7]
- орден Отечественной войны I степени (06.04.1985)[8]
- орден Красной Звезды (03.11.1944)[5]

медали в том числе:
- - «За победу над Германией в Великой Отечественной войне 1941—1945 гг.»
  - «За взятие Кёнигсберга»
  - «Ветеран Вооружённых Сил СССР»

Приказы (благодарности) Верховного Главнокомандующего в которых отмечен П. П. Рыбаков.
- За овладение областным центром Белоруссии городом и крепостью Брест (Брест-Литовск) — оперативно важным железнодорожным узлом и мощным укрепленным районом обороны немцев на варшавском направлении. 28 июля 1944 года № 157.
- За прорыв сильно укрепленной обороны немцев на южной границе Восточной Пруссии и овладение городами Найденбург, Танненберг, Едвабно и Аллендорф — важными опорными пунктами обороны немцев. 21 января 1945 года. № 239.
- За овладение городами Восточной Пруссии Остероде и Дейч-Эйлау — важными узлами коммуникаций и сильными опорными пунктами обороны немцев. 22 января 1945 года. № 244.
- За овладение городами Хойнице (Конитц) и Тухоля (Тухель) — крупными узлами коммуникаций и сильными опорными пунктами обороны немцев в западной части Польши. 15 февраля 1945 года. № 280.
- За овладение городами Шлохау, Штегерс, Хаммерштайн, Бальденберг, Бублид — важными узлами коммуникаций и сильными опорными пунктами обороны немцев. 27 февраля 1945 года. № 285
- За овладение городами Нойштеттин и Прехлау — важными узлами коммуникаций и сильными опорными пунктами обороны немцев в Померании. 28 февраля 1945 года. № 286.
- За овладение городами Руммельсбург и Поллнов — важными узлами коммуникаций и сильными опорными пунктами обороны немцев в Померании. 3 марта 1945 года. № 287.
- За выход на побережье Балтийского моря и овладение городом Кёзлин — важным узлом коммуникаций и мощным опорным пунктом обороны немцев на путях из Данцига в Штеттин. 4 марта 1945 года. № 289.
- За овладение городом Штольп — важным узлом железных и шоссейных дорог и мощным опорным пунктом обороны немцев в Северной Померании. 9 марта 1945 года. № 297
- За овладение городом и крепостью Гданьск (Данциг) — важнейшим портом и первоклассной военно-морской базой немцев на Балтийском море. 30 марта 1945 года. № 319.
- За форсирование восточного и западного Одера южнее Штеттина, прорыв сильно укрепленную оборону немцев на западном берегу Одера и овладение главным городом Померании и крупным морским портом Штеттин, а также занятие городов Гартц, Пенкун, Казеков, Шведт. 26 апреля 1945 года. № 344.
- За овладение городами Грайфсвальд, Трептов, Нойштрелитц, Фюрстенберг, Гранзее — важными узлами дорог в северо-западной части Померании и в Мекленбурге. 30 апреля 1945 года. № 352
- За овладение городами Штральзунд, Гриммен, Деммин, Мальхин, Варен, Везенберг — важными узлами дорог и сильными опорными пунктами обороны немцев. 1 мая 1945 года. № 354
- За овладение городами Росток, Варнемюнде — крупными портами и важными военно-морскими базами немцев на Балтийском море, а также заняли города Рибнитц, Марлов, Лааге, Тетерев, Миров. 2 мая 1945 года. № 358.
- За овладение городами Барт, Бад-Доберан, Нойбуков, Варин, Виттенберге и за соединение на линии Висмар — Виттенберге с союзными нам английскими войсками. 3 мая 1945 года. № 360
- За форсирование пролива Штральзундерфарвассер, захват на острове Рюген городов Берген, Гарц, Путбус, Засснитц и полное овладение островом Рюген. 6 мая 1945 года. № 363.

Других государств
- орден «Крест Грюнвальда» III степени (ПНР)
- орден Облаков и Знамени (Китай)
- медаль «Китайско-советской дружбы» (КНР)